# Pasquale Africano
Pasquale Africano (Roma, 31 maggio 1944 – Grottaferrata, 30 agosto 2008) è stato un personaggio televisivo e attore italiano.

## Biografia
Dal 1972 al 1994 fu dipendente a tempo indeterminato, con profilo di operatore tecnico, del Consiglio Nazionale delle Ricerche. Nel frattempo ebbe modo di divenire noto al grande pubblico quando fu il primo a interpretare, dal 29 settembre 1985, il ruolo della guardia giurata nel programma televisivo giudiziario Forum, di cui è diventato uno dei volti simbolo, rimanendo nel suo ruolo fino al 2004, anno in cui decise di lasciare il ruolo, venendo sostituito da Fabrizio Bracconeri.
Allo stesso tempo ha partecipato a qualche film in piccoli ruoli di contorno: nel 1985 ha recitato in I soliti ignoti vent'anni dopo, nel 1992 ha fatto una comparsata nel film Maledetto il giorno che t'ho incontrato di Carlo Verdone, così come in Pierino torna a scuola (1990) e nel 2002 è apparso in Febbre da cavallo - La mandrakata di Carlo Vanzina.
Ha preso parte anche a numerosi fotoromanzi della rivista Grand Hotel. Nel 1994 ha inciso un disco con due canzoni, Prendere o lasciare e Torturia.
Annunciò il suo ritiro dal mondo dello spettacolo durante una puntata di Forum, in occasione dei 20 anni del programma, dichiarando di volersi trasferire in Brasile, dove avrebbe aperto un proprio locale. Successivamente, si trasferì prima in Messico e poi in Thailandia.
Nel 2007, spiegò un amico dell'attore, il regista televisivo Gino Minopoli, a causa di un improvviso peggioramento delle sue condizioni di salute, è stato riportato in Italia, dove gli è stato diagnosticato un tumore del polmone, che gli sarà fatale: è infatti poi morto all'istituto neurotraumatologico di Grottaferrata il 30 agosto 2008, a 64 anni.

## Filmografia
- I soliti ignoti vent'anni dopo, regia di Amanzio Todini (1985)
- Miranda, regia di Tinto Brass (1985)
- Willy Signori e vengo da lontano, regia di Francesco Nuti (1989)
- Pierino torna a scuola, regia di Mariano Laurenti (1990)
- Il muro di gomma, regia di Marco Risi (1990)
- Le comiche, regia di Neri Parenti (1990)
- Maledetto il giorno che t'ho incontrato, regia di Carlo Verdone (1992)
- Febbre da cavallo - La mandrakata, regia di Carlo Vanzina (2002)

## Televisione
- Forum – programma TV (Canale 5, 1985-1997; Rete 4, 1997-2004)